# خوشدره
خوشدره، روستایی خوش آب و هوا از توابع بخش شادمهر شهرستان مه ولات در استان خراسان رضوی ایران است. با روستاهای علی‌آباد، قلعه جوق و زرمهر هم‌مرز است.

## جمعیت
این روستا در دهستان ازغند قرار دارد و براساس سرشماری مرکز آمار ایران در سال ۱۳۸۵، جمعیت آن ۴۲۴ نفر (۱۴۲خانوار) بوده‌است. شغل اصلی مردم روستا کشاورزی و دامداری است. علاوه بر آن به پرورش کرم ابریشم نیز اشتغال دارند.